# Die Stiefmutter
Die Stiefmutter (Originaltitel: Svend Dyrings hus) ist ein dänisches Stummfilmdrama aus dem Jahre 1908 von Viggo Larsen.

## Handlung
Auf dem Hof von Svend Dyring am Issefjord liegt seine Frau im Sterben. Auch seine drei Kinder sind in ihrer letzten Stunde am Sterbebett. Nach einem Trauerjahr heiratet Svend Dyring die nicht mehr ganz junge Frau Guldborg mit ihrer bösen Tochter Ragnhild. Die kleinen Kinder aus der ersten Ehe des Ritters werden in einem Turmzimmer eingesperrt, um sie zu quälen. Auch die erwachsene Tochter Regitze muss ins Turmzimmer, da ihre sanfte Schönheit Ragnhild verblassen lässt. Regitze legt ihre kleinen Geschwister auf dem Bett aus Stroh zur Ruhe und fällt in einen leichten Schlaf. Im Traum sieht sie den Geist ihrer Mutter, die ihre Hand drohend in Richtung des Rittersaals hebt. Eines Tages wird Svend Dyring verletzt von der Jagd nach Hause gebracht, doch weder seine Frau Guldborg noch Ragnhild kümmern sich um ihn. Er erholt sich vom Unfall, während Regitze bei ihm sitzt und ihn pflegt. Voller Ränke schenkt Ragnhild ihrer Stiefschwester lächelnd Wein ein zur Stärkung. Doch der Wein ist vergiftet. Aber der Geist der guten Mutter tauscht die Becher aus, und Ragnhild stürzt tot zu Boden. Der alte Diener und der Hausgeistliche unterrichten den ahnungslosen Svend Dyring. Frau Guldborg wird verjagt, und Regitze wird mit dem jungen Ritter Stig Hvide zusammengebracht.